# Donald Byrd
Donald Byrd, właśc. Donaldson Toussaint L’Ouverture Byrd II (ur. 9 grudnia 1932 w Detroit, zm. 4 lutego 2013 w Teaneck) – amerykański trębacz jazzowy i rhythmandbluesowy. Laureat NEA Jazz Masters Award 2000.

## Zarys kariery
Występował z Lionelem Hamptonem jeszcze zanim ukończył szkołę średnią. Po ukończeniu służby wojskowej, którą odbył grając w orkiestrze, uzyskał stopień licencjacki w Wayne State University oraz stopień magisterski w Manhattan School of Music. Następnie dołączył do The Jazz Messengers Arta Blakey’a, zastępując Clifforda Browna. Zanim w 1956 opuścił The Jazz Messengers, występował z wieloma znanymi jazzmenami.
W latach siedemdziesiątych odszedł od swojego hard-bopowego stylu w kierunku jazz-fusion i rhythm and bluesa. Razem z Mizell Brothers wyprodukował Black Byrd, który okazał się wielkim hitem i najlepiej sprzedanym albumem wytwórni Blue Note w historii. Następne albumy: Places and Spaces, Steppin’ Into Tomorrow oraz Street Lady odniosły niewiele mniejszy sukces i nadal tworzą sporą bazę sampli dla dzisiejszych artystów acidjazzowych takich, jak Us3.
Donald Byrd wykładał muzykę na Rutgers University, Hampton Institute, New York University i Howard University. W 1974 utworzył grupę Blackbyrds, grupę grającą jazz-fusion, złożoną z jego najlepszych studentów. Stworzyli kilka hitów np.: Walking in Rhythm i Blackbyrds Theme.